# Curt Lauermann
Curt Otto Hugo Eduard Lauermann, alternative Schreibweise Kurt Lauermann (* 16. März 1892 in Neubrandenburg; † 21. Januar 1977 in Deutschland), war ein deutscher Drehbuchautor und Schauspieler bei Bühne, Film und Fernsehen.

## Leben und Wirken
Lauermann entstammte einer alten Schauspielerfamilie. Sein Debüt gab er noch zur Kaiserzeit an einer Wanderbühne. Es folgten bis 1945 Festengagements in Berlin, Kassel, Essen, Bochum, erneut Berlin und schließlich Bromberg (bis 1944). Nach dem Zweiten Weltkrieg sah man Curt Lauermann zunächst an Berliner Spielstätten (vor allem Theater am Schiffbauer Damm, Hebbel-Theater und Berliner Theater). In seinen letzten aktiven Jahren war er freischaffend tätig.
Seit den frühen 1920er Jahren trat Curt Lauermann auch – zunächst in unregelmäßigen Abständen – vor Filmkameras, musste sich aber durchgehend mit kleinen Nebenrollen begnügen. Er spielte mal einen Boten und einen Setzer, mal einen Gerichtsbeamten oder ein Besatzungsmitglied eines Atlantikriesen, nach 1945 auch gravitätischere Figuren, vorwiegend aber (zumeist in Fernsehproduktionen) weiterhin den klassischen „kleinen Mann von der Straße“. 1967 erhielt Curt Lauermann eine Dauerrolle in der beliebten Arztserie Landarzt Dr. Brock. 1973 zog sich Lauermann ins Privatleben zurück.

## Filmografie
als Schauspieler, wenn nicht anders angegeben
- 1922: Der einzige Zeuge (nur Drehbuch)
- 1923: Der Wetterwart (nur Co-Drehbuch)
- 1925: Motor, Liebe, Leidenschaft (auch Drehbuch)
- 1927: Der König der Mittelstürmer (nur Co-Drehbuch)
- 1933: Bund der Sieben (Kurzfilm, auch Regie)
- 1935: Die lustigen Weiber
- 1935: August der Starke
- 1936: Spiel an Bord
- 1936: Schabernack
- 1936: Der Hund von Baskerville
- 1937: Togger
- 1937: Manege
- 1937: Zu neuen Ufern
- 1937: Der Tiger von Eschnapur
- 1938: Steputat & Co.
- 1940: Rumpelstilzchen
- 1949: Unser täglich Brot
- 1953: Die Prinzessin auf der Erbse
- 1954: Legende eines Lebens
- 1959: Ausflug mit Damen
- 1959: Macht der Finsternis
- 1960: Wir Kellerkinder
- 1961: Das Wunder des Malachias
- 1961: Aus Gründen der Sicherheit
- 1962: Jeder stirbt für sich allein
- 1962: Gabriel Schillings Flucht
- 1966: Die Ermittlung
- 1966: Standgericht
- 1967: Landarzt Dr. Brock
- 1970: Drei Tage bis Allerseelen
- 1971: Der verliebte Teufel
- 1972: Zu einem Mord gehören zwei
- 1973: Lokaltermin – Auf die Minute

## Einzelnachweis
1. ↑  Landeshauptarchiv Schwerin, Taufregister Neubrandenburg St Marien